# Manuel Antonio Mejía Dalmau

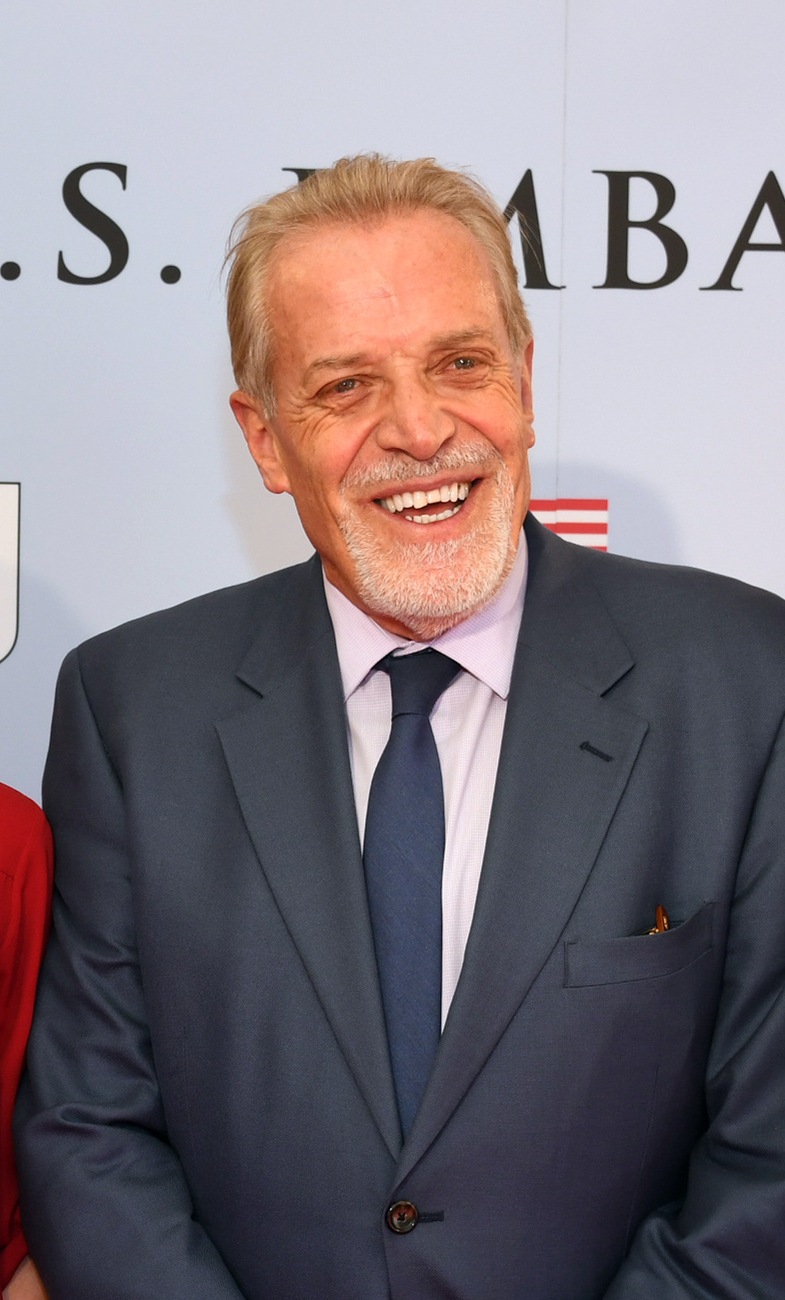
Manuel Antonio Mejía Dalmau (2018)

Manuel Antonio Mejía Dalmau (* 19. Juni 1947) ist ein ecuadorianischer Informatiker und Diplomat, der vom 8. März 2018 bis zum 17. Januar 2023 Botschafter in Berlin war.

## Bildung
Er erwarb sein Abitur am Colegio La Salle Bonanova und studierte an der Fakultät für Verwaltung der Central University Quito anschließend studierte er Volkswirtschaftslehre an der Päpstlichen Katholischen Universität von Ecuador in Quito.
Er spricht Deutsch, Englisch, Katalanisch, Italienisch, Portugiesisch und Französisch.

## Berufliche Laufbahn
Er lehrte Informationstechnik an der Universidad Técnica de Ambato sowie an der Päpstlichen Katholischen Universität von Ecuador in Cuenca.
Fünf Jahre leitete er das Daten Center von IBM-Ecuador in Quito.
Zwei Jahre leitete die Abteilung Informationstechnik von Artepractico: Casa - Muebles - Jardín einem Gartenmöbelhersteller in Cuenca.
Ab 1976 fertigte die Hoechst-Tochter „Hoechst Eteco SA“ Pharmaprodukte nördlich von Quito, wo Mejía in der Geschäftsführung für Systeme arbeitete.
Acht Jahre war er in der Geschäftsführung für Systeme bei der Banco Popular del Ecuador beschäftigt.
Von 1995 bis 2001 war er Geschäftsführer der Stiftung für Justiz (CLD) in Quito.
Zwei Jahre war er Stellvertretender Regionalleiter der Banco Pichincha in Guayaquil.
| Vorgänger                     | Amt                                    | Nachfolger                     |
| ----------------------------- | -------------------------------------- | ------------------------------ |
| Jorge Enrique Jurado Mosquera | Ecuadorianischer Botschafter in Berlin | Diego Fernando Morejón Pazmiño |